# Arthroleptides
Arthroleptides es un género de ranas, el único de la familia Petropedetidae. Se distribuyen por África Oriental.

## Especies
Se reconocen las siguientes según ASW:
- Arthroleptides dutoiti Loveridge, 1935
- Arthroleptides martiensseni Nieden, 1911 "1910"
- Arthroleptides yakusini Channing, Moyer & Howell, 2002